# Hendea oconnori
Hendea oconnori is een hooiwagen uit de familie Triaenonychidae.